# Castello Aselmeyer
A Castello Aselmeyer a nápolyi neogótikus építészeti irányzat iskolapéldája. A középkori jellegű építményt 1902 és 1904 között építették Lamont Young angol építész tervei alapján. Ma a Corso Vittorio Emanuele egyik meghatározó eleme.